# 시편 28편
시편 28편은 28번째 시편이다. 시편은 히브리어 성경의 세 번째 부분이자 기독교 구약의 책이다. 그리스어 칠십인역과 라틴어 불가타 성경 번역에서 사용되는 약간 다른 번호 체계에서 이 시편은 시편 27편이다. 라틴어에서는 "Exaudi vocem deprecationis meae"라는 머리글로 알려져 있다.
시편 28편은 유대교 전례와 기독교 전례에서 모두 사용된다. 종종 음악의 주제가 되었다.

## 내용
1. 여호와여 내가 주께 부르짖으오니 나의 반석이여 내게 귀를 막지 마소서 주께서 내게 잠잠하시면 내가 무덤에 내려가는 자와 같을까 하나이다
2. 내가 주의 지성소를 향하여 나의 손을 들고 주께 부르짖을 때에 나의 간구하는 소리를 들으소서
3. 악인과 악을 행하는 자들과 함께 나를 끌어내지 마옵소서 그들은 그 이웃에게 화평을 말하나 그들의 마음에는 악독이 있나이다
4. 그들이 하는 일과 그들의 행위가 악한 대로 갚으시며 그들의 손이 지은 대로 그들에게 갚아 그 마땅히 받을 것으로 그들에게 갚으소서
5. 그들은 여호와께서 행하신 일과 손으로 지으신 것을 생각하지 아니하므로 여호와께서 그들을 파괴하고 건설하지 아니하시리로다
6. 여호와를 찬송함이여 내 간구하는 소리를 들으심이로다
7. 여호와는 나의 힘과 나의 방패이시니 내 마음이 그를 의지하여 도움을 얻었도다 그러므로 내 마음이 크게 기뻐하며 내 노래로 그를 찬송하리로다
8. 여호와는 그들의 힘이시요 그의 기름 부음 받은 자의 구원의 요새이시로다
9. 주의 백성을 구원하시며 주의 산업에 복을 주시고 또 그들의 목자가 되시어 영원토록 그들을 인도하소서

### 히브리어 버전
| 절 | 내용                                                                       |
| -- | -------------------------------------------------------------------------- |
| 1  | לְדָוִ֡ד אֵ֘לֶ֚יךָ יְהֹוָ֨ה \| אֶקְרָ֗א צוּרִי֘ אַל־תֶּֽחֱרַ֪שׁ מִ֫מֶּ֥נִּי פֶּן־תֶּֽחֱשֶׁ֥ה מִמֶּ֑נִּי וְ֜נִמְשַׁ֗לְתִּי עִם־י֥וֹרְדֵי בֽוֹר |
| 2  | שְׁמַ֚ע ק֣וֹל תַּֽ֖חֲנוּנַי בְּשַׁוְּעִ֣י אֵלֶ֑יךָ בְּנָשְׂאִ֥י יָ֜דַ֗י אֶל־דְּבִ֥יר קָדְשֶֽׁךָ                           |
| 3  | אַל־תִּמְשְׁכֵ֣נִי עִם־רְשָׁעִים֘ וְעִם־פֹּ֪עֲלֵ֫י אָ֥וֶן דֹּֽבְרֵ֣י שָׁ֖לוֹם עִם־רֵֽעֵיהֶ֑ם וְ֜רָעָ֗ה בִּלְבָבָֽם              |
| 4  | תֶּן־לָהֶ֣ם כְּפָֽעֳלָם֘ וּכְרֹ֪עַ מַֽעַלְלֵ֫יהֶ֥ם כְּמַֽעֲשֵׂ֣ה יְ֖דֵיהֶם תֵּ֥ן לָהֶ֑ם הָשֵׁ֖ב גְּמוּלָ֣ם לָהֶֽם                 |
| 5  | כִּ֚י לֹ֪א יָבִ֡ינוּ אֶל־פְּעֻלֹּ֣ת יְ֖הֹוָה וְאֶל־מַֽעֲשֵׂ֣ה יָ֣דָיו יֶֽ֜הֶרְסֵ֗ם וְלֹ֣א יִבְנֵֽם                      |
| 6  | בָּר֥וּךְ יְהֹוָ֑ה כִּ֥י שָׁ֜מַע ק֣וֹל תַּֽחֲנוּנָֽי                                                |
| 7  | יְהֹוָ֚ה \| עֻזִּ֥י וּמָֽגִנִּי֘ בּ֚וֹ בָטַ֥ח לִבִּ֗י וְנֶֽ֫עֱזָ֥רְתִּי וַיַּֽעֲלֹ֥ז לִבִּ֑י וּמִשִּׁירִ֥י אֲהוֹדֶֽנּוּ               |
| 8  | יְהֹוָ֥ה עֹֽז־לָ֑מוֹ וּמָ֘ע֚וֹז יְשׁוּע֖וֹת מְשִׁיח֣וֹ הֽוּא                                         |
| 9  | הוֹשִׁ֚יעָה אֶת־עַמֶּ֗ךָ וּבָרֵ֥ךְ אֶת־נַֽחֲלָתֶ֑ךָ וּֽרְעֵ֥ם וְ֜נַשְּׂאֵ֗ם עַד־הָעוֹלָֽם                            |